# 洪大容
洪大容（홍대용；1731年—1783年），字得保，号湛轩，朝鲜王朝学者、思想家，朝鲜实学北学派先驱:2:1243。洪大容在前人的基础上，通过研究摧毁了以中国为世界中心的华夷观，指出地球非宇宙中心，中国非地球中心，并提出“人物均”、“华夷一”的新思想:38。他的宇宙观和华夷世界观为北学派实学奠定了哲学基础:256，也为朝鲜摆脱崇明排清的“小中华思想”提供了理论前提:118。
洪大容的著述内容广泛，包括详细记录他出使燕京的《燕记》、《会友录》，代表其哲学思想的《医山问答》，有关天文和数学的著作《筹解需用》，有关其经济思想的《林下经论》，此外还有《心性问》、《四书问疑》、《三经问辩》、《杭传尺牍》等。他的所有著述都收入于《湛轩书》（内外集），共14卷。:88

## 生平
洪大容1731年出生于朝鲜汉阳，祖籍南阳，祖上是世代为官的两班贵族。他的祖父洪龙祖历任大司谏，父亲洪栎曾任牧使。洪大容早年师从朝鲜儒学大师金三渊的后裔渼湖金元行。在景宗时期的辛壬士祸和英祖四年的李麟佐之乱后，朝鲜党争异常激烈。洪大容几度科考应试未果，于是他“早自废举，绝意名利”。他厌恶党争，远离政界，潜心自然科学的研究，并自设“龙天阁”，研究天文历法。:2:79:1243
1765年，洪大容跟随叔父洪檍的使节团去了清朝北京，考察了当时正处于盛世的清朝。在北京期间，他结识了进京赶考的“古杭三才”严诚、潘庭筠和陆飞。洪大容与古杭三才多次切磋学问，并结下深厚友谊。“严洪友谊”曾一度在杭州传为佳话。洪大容与古杭三才的友谊甚至延续到半个多世纪后他们的子孙一代:3:80-84。回国后，洪大容将他与古杭三才的笔谈交流内容整理成《会友录》。据说朴齐家看此书“饮而忘匙，盥而忘洗。”:1243
除古杭三才外，在中国逗留的两个月，洪大容还与20余位中国文人广泛进行了思想文化交流。在其《湛轩书》外集的《杭传尺牍》收录有他与清儒交换的32封书函，內集收录有《吴彭问答》、《蒋周问答》。此外，洪大容在譯官的陪同下，还拜访过南天主堂两位西方传教士兼科学家，與時任欽天監監正的劉松齡交談多次。不过洪大容将天主教和西方自然科学严格区分开来，他肯定和赞扬西方自然科学，但反对天主教:84-87。
1775年，洪大容遵母亲之意，未经科举通过荫补涉足仕途，任缮工监监役（九品之末职），又任敦宁府参奉，翊卫司侍直。之后，他拥侍世孙，即后来的正祖，对正祖有诸多影响。1776年，洪大容被升任为司宪检察的要职，官正六品。他在朝鲜中央机关任职三年后，移任泰仁县监，50岁时任荣州郡守，外职七年。1783年，洪大容辞官回到汉阳，是年去世。:87-88

## 思想

### 宇宙观
朝鲜王朝后期出现了不少持有地圆、地转观点的思想家比如李瀷、金锡文等。在洪大容之前的金锡文有“三大丸”浮空之说。在前人的基础上，洪大容进一步发展了地圆地转说，并通过月食现象对地球公转、月亮围绕地球旋转作了较好的论证。朴趾源在其《热河日记·鹄汀谈》中与鹄汀笔谈时说：“吾东近世先辈有金锡文为‘三大丸’浮空之说，敝友洪大容又创地转之论。”:106-107
洪大容认为宇宙之初是一片茫茫之气，气凝聚成物质，在不断的运动中逐渐形成地球、太阳、月亮和星星。他说：“太虚寥廓充塞者，气也，无内无外，无始无终，积气汪洋，凝聚成质，周布虚空，旋转停住，所谓地、日、月、星辰，是也。”他还说：“地者，水土之质也。其体正圆，旋转不休，渟浮空界，万物得以依附于其面也。”:105-106他还进一步否认了地球中心说，指出地球和其它星星一样散布在无限的宇宙之中。他说：“满天星宿，无非界也，自星界观之，地界亦星也。无量之界，散处空界。惟此地界，巧居正中，无有是理……是以无非界也，无非转也。众界观之，同于地观。各自谓中，各星众界。”:110
在论证宇宙无限性的过程中，洪大容还提出了多银河系的理论，指出宇宙中银河不止有一个，类似的银河系不知为几千万亿。洪大容的地圆地转说、宇宙无限性等理论打破了天圆地方，天动地静，地球是宇宙中心，中国是地球中心的传统儒家迂腐思想，从而为摆脱以中国为中心的华夷观提供了科学的依据。:112-113

### 华夷观
朝鲜半岛在历史上长期受传统中华思想和华夷观影响。朝鲜半岛各朝统治者都以“小中华”自居，蔑视和排斥中国以外的其它国家与民族。17世纪，汉译西学书籍不断通过中国输入朝鲜。宣祖三十六年（1603年），利玛窦制作的世界地图《坤舆万国地图》传人朝鲜。新的地理知识使以中华为中心的世界观和传统的华夷观受到巨大冲击。洪大容在这种西學東漸的历史背景下提出了“华夷一也”的新华夷观:114。他说：“天之所生，地之所养，凡有血气，均是人也。出类拔萃，制治一方，均是君主也。重门深濠，谨守封疆，均是邦国也。章甫委貌，文身雕题，均是习俗也。自天视之，岂有内外之分哉？是以各亲其人，各尊其君，各守其国，各安其俗，华夷一也。”:116-117
天圆地方说是华夷有别、内外有别的儒学世界观的理论基础。在方地的中心是中华，以中华为中心向外辐射，形成所谓的“中华——夷狄——禽兽”的层序。洪大容的“地圆说”、“正界说”、“域外春秋”说等理论，推翻了“中华——夷狄——禽兽”这一思想结构的基石。他否定了程朱理学把夷狄从人类划分出去的观点，他认为华、夷是各自独立存在的，人不应该以种族、习俗、居住地分类，而应该以文化的贵贱区分。夷狄如果有文化，可以发生变化，也应该向其学习。被朝鲜一直视为夷狄的女真，建立清朝后与过去发生了很大变化，崇尚礼仪提倡忠孝，因此朝鲜士大夫不应该继续鄙视清朝。作为北学派的先驱，洪大容“华夷一也”的新华夷观使朝鲜从“小中华”意识的枷锁中解脱出来，为朝鲜学习世界先进文化、文明提供了理论前提。:115-118:37-40

### 人物均同论
18世纪性理学者讨论心性问题的焦点一般是人性与物性是否相同（性指具体存在的法则），未发心体从根本上讲是否善良的抑或善恶混淆的，圣人与凡人是否平等。师从洛论派金元行的洪大容继承了洛论派人物性同理论，同时也创造性地从性论和心论两方面论证了人物均同的思想:15。他说：“以人视物，人贵而物贱；以物视人，物贵而人贱；自天而视之，人与物均也。”:11
洪大容认为人物性同，即人与物在共同拥有生命之原理意义上是相同的，人在生存中所体现的礼义与禽兽草木在生长中所产生的现象，作为具体事物的存在规则没有差异。他说“生之类有三，人也，禽兽也，草木也……草木倒生，故有知无觉；禽兽横生，故有觉无慧。三生之类坱轧泯棼，互相衰旺，抑将有贵贱之等乎”。:17-18
洪大容还主张人物心同。虽然草木和禽兽由于受限于外形而在现实上达不到正心，但他认为这并不重要，因为所有生命体都具有各自神灵般的本领。草木、禽兽、人之心从本质上讲都是神灵的，所有也是相同的。他不认为人心与物心是差异的，进而认为圣人之心与凡人之心也是相同的。他说：“五伦五事，人之礼义也；群行呴哺，禽兽之礼义也；丛苞条畅，草木之礼义也”。人与物，圣与凡都是相同的。:18-20

### 哲学观
洪大容认为物质性的气是世界的始源。他说：“充塞于天地者，只有气而已，而理在其中……理无所主宰，而随气之所为而已。”也就是说，他认为理不是独立存在的，而是随气之所为而得到表现，随气的存在、运动、变化而表现为规定性、规律性、法则等。而中国的宋明程朱理学以理为主体，认为气是由理派生而来，被理所主宰的。这种“主理论”是朝鲜王朝500年统治的哲学思想基础。朝鲜主理论的代表李滉（退溪）说：“未有这事，先有是理”，“理为气之帅，气为理之卒。”:118-122。主理论者强调“理气不相互杂”，因此也被称为“理气二元论”:25与“主理论”相对的是“主气论”，代表人物是李珥（栗谷）。洪大容师从李珥一派的金元行，继承和进一步强化了主气论，主张“气一元论”:12-13。洪大容对朱子理学“以理为本，理在气先”的“主理论”进行了批评，坚持“先有气，而后有理，理在气中”。他认为气是唯一实存的，如果把理也说成是实存的，那么无论是理不离气还是气中有理，都是自相矛盾的。洪大容的“气一元论”否定了理学的理善气恶的人性观。:121-122
在心性问题上，洪大容认为心性不离气质，将心性植于气这一实体之上。他在《四书问辩·孟子问疑》中说：“窃以为心者，五脏之一，有动有迹，只是气而已，而理在其中。非无理也，而语其体则气也。虽有理也，而不可认理而为心。”他认为心虽是理，但是实有的五脏之一，其本体是气。心虽是理，但理不是心，二者不能等同。他反对心即理的唯心主义观点。受当时朝鲜医学和人体科学的限制，洪大容尚不知道人脑而非心是人体能知能觉的思维器官，但他已经意识到先有物质，后有意识，物质是独立于意识之外的客观存在。在物质和意识的关系上坚持了唯物主义的原则。:123-124
在知行关系上，洪大容强调知与行的统一。他的心性实体通过实践实用来体现。他认为读书如果不实践，那么书与读书者总是分离的，永远达不到知行并举的统一。在他看来，知对行具有指导作用，就像地图可以指导人旅行一样。读书的目的就在于应用，学以致用，否则“苟能读之精，讲之熟，见之的，得之真，则彼书者，乃无用之故纸也。”:125-126他还对朝鲜后期的礼论之争进行了批判。他认为朱子学者试图以“礼”来整治社会秩序和封建纲常，从根本上脱离了社会现实，忽视了时代的发展。他主张随着时代的变迁、社会的发展，治理国家的方针和策略也都应随之发生变化。从事利国利民的“利用厚生”的实学是拯救国家、振兴民族的唯一出路:126-127。

### 社会观
洪大容在《林下经论》一文中提出废除封建身份制度，倡导“万民皆劳”、“万民同乐”的理想。他认为四民（士、农、工、商）只是分工不同的职业，不是固定不变的。他反对门阀世袭制度，主张根据能力而不是身份来举才录用。他说：“凡人品有高下，材有长短，因其高下，而舍短而用长，则天下无全弃之才……其志高而才多者，升于上，而用于朝，其质钝而庸鄙者，归于下，而用于野，其巧思而敏手者，归于工，其通利而好货者，归之于贾。”虽然，洪大容并没有从根本上否定封建两班制度，但他多少反映出“因才任用”、“适才适所”的平等思想。:131-132
洪大容认为为所有人创造平等地位要靠教育先行。他主张实施初级义务教育，废除阶层特权，使所有国民都有平等的受教育机会，建立从初级教育机关“齐”到最高学府“太学”的教育体制系统。他主张脱离以中国为中心的教学，学习本民族语言、历史、地理，并重视自然科学的教育。他还主张实行实践教育，以激发国民劳动的热情。此外，他还倡导男女平等，不能只强求女人严守妇德，而应该将女人视为与男人具有相同社会地位的独立存在，令其享有平等的教育机会，以及改嫁的权利。:46-50

## 文学作品
洪大容在燕京与清朝文人交流时曾多次表示自己不好诗，视诗作等为文字游戏，“平生不喜作诗律，所吟咏者不过古体若干篇而已。”不过他在给孙蓉州的信中坦承从燕京回国数年后，在不惑之年开始学诗:53。他的文学观是“反拟古，倡创新”，“破文饰，露真情”:170。
- 《医山问答》：哲学小说。洪大容通过假托代表朝鲜后期朱子学者虚子与代表作者等其他实学思想家的实翁对话，来阐述自己的哲学思想。隐居读书30年的虚子以为自己已“穷天地之化，究性命之微，极五行之根，达三教之藴。经纬人道，会通物理，钩深测奥，洞悉源委。”但出隐后，他却找不到可以说话的人。虚子以为在中国燕都能找到知己，但结果失望而归。在医巫闾山，虚子遇到了号称专破天下之虚的实翁。实翁与虚子讨论世间万物，使虚子心服口服，得到“大道之源”。[3]:127-128
- 《乙丙燕行录》：韩文版的《燕记》[1]:167
- 《东国记略》：一部向中国人全面介绍朝鲜历史、地理、行政区域、风俗、文化教育、学术和思想、社会制度、古迹等的百科全书性质的概论书[1]:167。
- 此外，洪大容还编辑了《大东风谣》、《朝鲜诗选》、《海东诗选》等著作[1]:167。

## 评价
- 朴趾源在其《燕石集》中评价洪大容说：“德保，通敏谦雅，识远解静，尤长于律历，所造浑仪诸器，湛思积虑，创出机智。”[1]:173[2]:1243
- 严诚评价洪大容说：“洪君于中国之书，无所不读，精历律算卜战阵之法，顾性笃谨，喜谈理学，具儒者气象。”[1]:174
- 潘庭筠评价洪大容说：“洪君博闻强识，于书无所不窥。律历战陈之法，濂洛关闽之宗旨，无所究心。自诗文以及算术无所不能。”[1]:175[2]:1243

## 延伸閱讀
- 夫马进：〈1765年洪大容的中国京师行与1764年朝鲜通信使 （页面存档备份，存于）〉。
- 夫马进：〈朝鲜洪大容《乾浄衕会友录》及其流变 （页面存档备份，存于）〉。